# Contea di Shiawassee
La contea di Schiawassee, in inglese Schiawassee County, è una contea dello Stato del Michigan, negli Stati Uniti. La popolazione al censimento del 2000 era di 71 687 abitanti. Il capoluogo di contea è Corunna.